# Most Megyeri w Budapeszcie

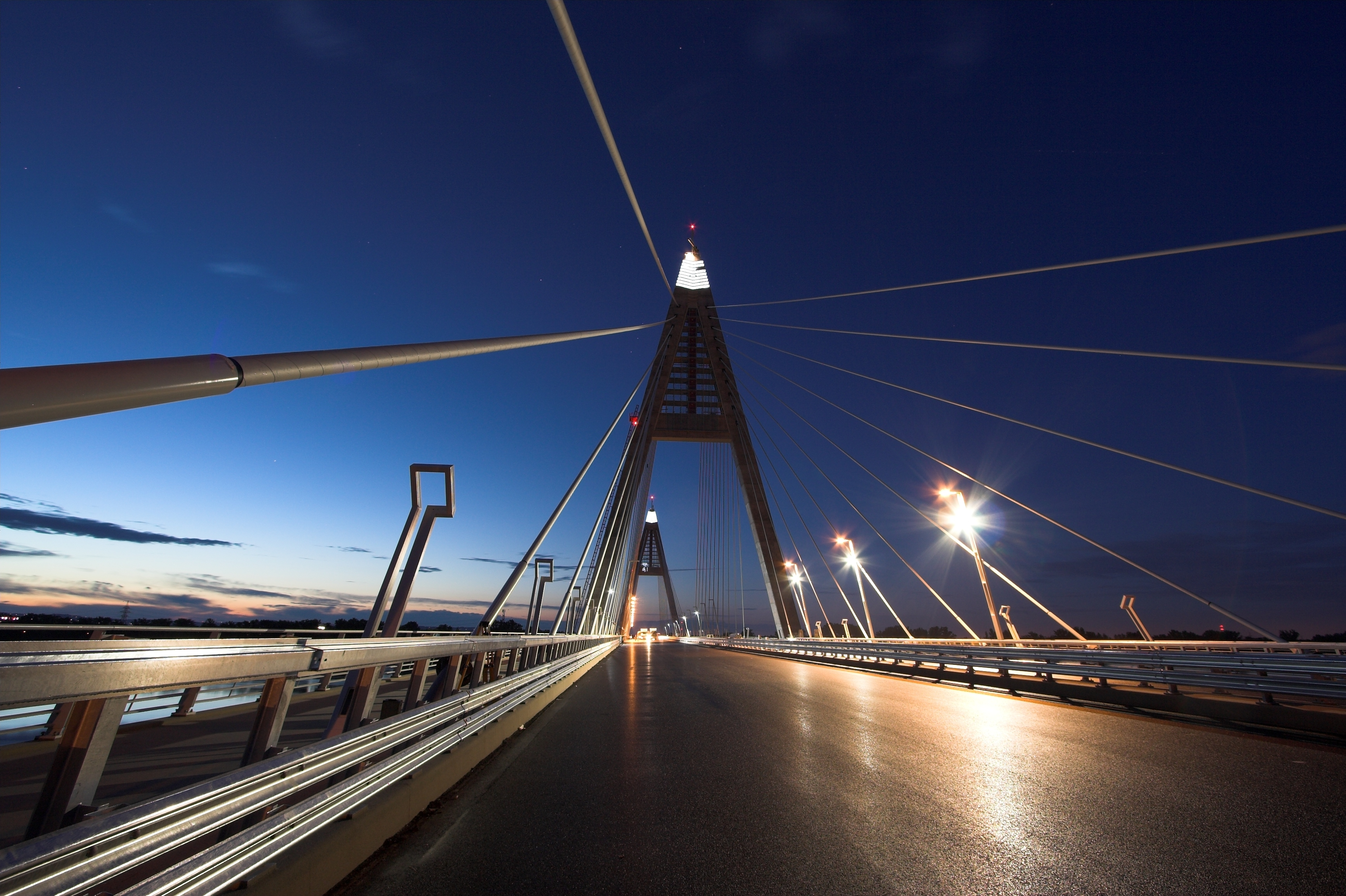
Most Megyeri o zmierzchu

Most Megyeri (także „północny most M0”; węg. Megyeri híd, Északi M0-s híd, M0-s északi Duna-hídja) – most drogowy na Dunaju, który biegnąc przez wyspę Szentendrei łączy Újpest – IV. dzielnicę Budapesztu z miastem Budakalász. Most jest przedłużeniem autostrady M0 i jadąc od strony Ostrzyhomia umożliwia ominięcie stolicy Węgier bez konieczności wjeżdżania do centrum miasta. Most łączy drogę krajową nr 2 po stronie Újpestu z drogą krajową nr 11 po przeciwnej stronie rzeki. Most w rzeczywistości jest zespołem 5 odcinków mostowych. Jeden z tych odcinków, o długości 591 metrów, wyróżnia się na tle pozostałych, gdyż osadzono na dwóch 100 metrowych pylonach typu A, do których przymocowane są stalowe wanty. Tym samym jest to pierwszy na Węgrzech most wantowy. Jest to zarazem drugi pod względem długości most na Węgrzech, zaraz za mostem Kőröshegyi. 

## Położenie
Most ma 1861 m długości i rozciąga się między Újpestem i Budakalász. Most zaczyna się w dzielnicy Budapesztu, przebiega nad głównym korytem Dunaju (węg. Nagy-Duna-ág), następnie nad wyspą Szentendrei, stamtąd biegnie nad odnogą Dunaju (węg. Szentendrei-Duna-ág) i kończy na drugim brzegu łącząc się z drogą krajową nr 11. Na moście znajdują się dwa pasy jezdni w każdym kierunku oraz szersze niż zazwyczaj pasy postojowe, które później można będzie przekształcić w dodatkowe pasy ruchu. Po południowej stronie mostu dodano chodnik dla pieszych, a po północnej ścieżkę rowerową, która łączy się z europejską siecią szlaków rowerowych EuroVelo nr 6.
Most, ze względów środowiskowych, nie ma zjazdu na wyspę Szentendrei. Wyspa jest bowiem miejscem pozyskiwania wody pitnej dla stolicy i okolic. Nasilenie ruchu drogowego na jej terenie mogłoby wpłynąć na jakość wody oraz na rosnące tam rośliny. Z tego samego też względu, przy projektowaniu mostu, dużą uwagę poświęcono sposobowi odprowadzania brudnej deszczówki z mostu, tak aby nie spływała swobodnie na wyspę. Poza tym, po jednej stronie umieszczono ekrany akustyczne, które zmniejszają poziom hałasu, który mógłby być uciążliwy dla mieszkańców pobliskich osiedli. Pomiędzy jezdniami znajduje się również sieć, która sprawia, że kierowcy jadący z przeciwnych stron nie oślepiają się światłami.

## Historia

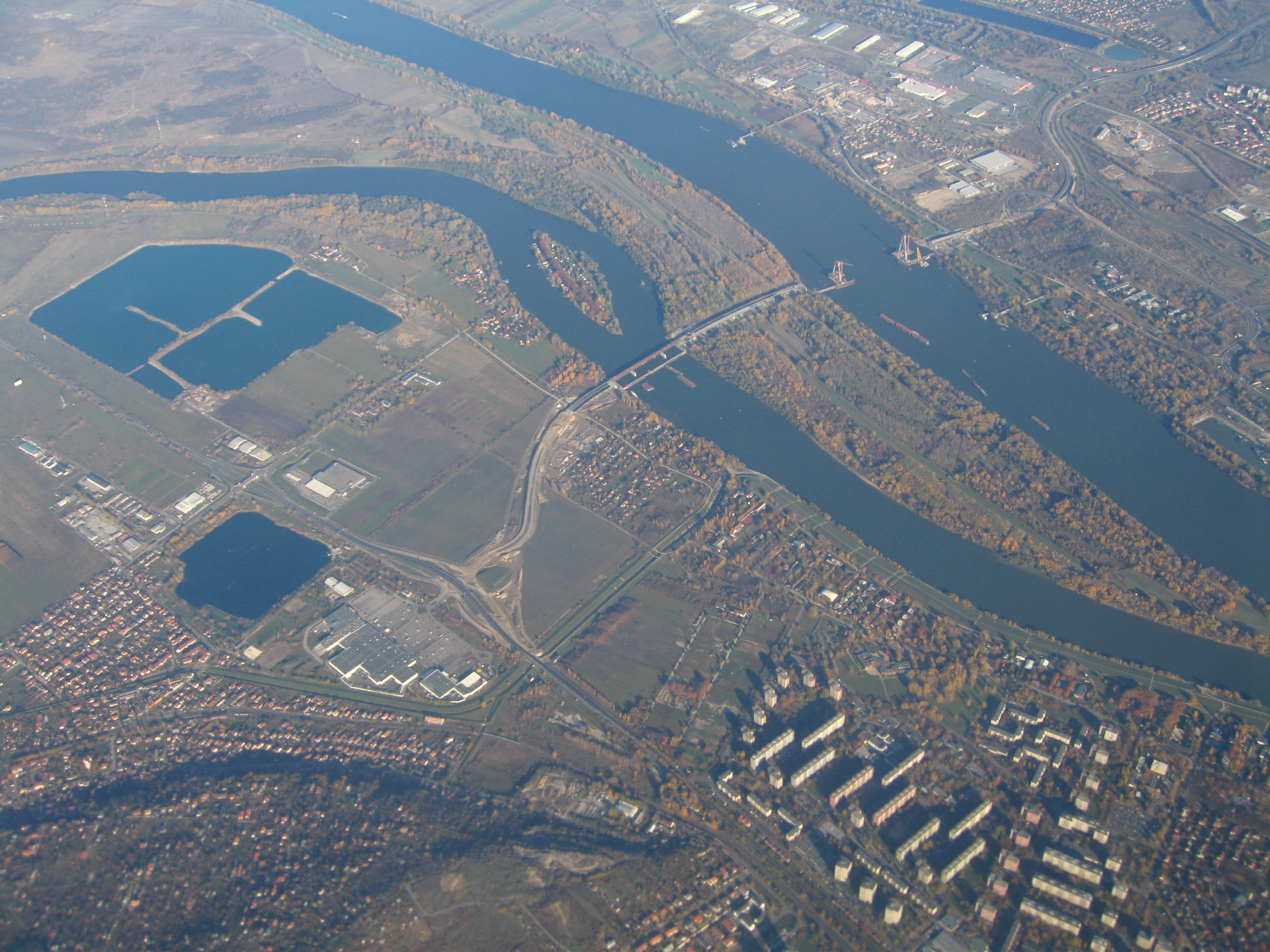
w trakcie budowy

Projektowanie mostu zaczęło się w 1993 roku, a plany sporządziła firma Unitef-Céh. Prace budowlane rozpoczęły się w 2006 roku, jednak z powodu dużej fali powodziowej część wykonanych prac została zniszczona. Pracę kontynuowało konsorcjum, w skład którego wchodziło Hídépítő Zrt. (60%) i Strabag (40%). Pierwsza próba obciążeniowa miała miejsce w dniach 22-24 sierpnia 2008 roku, kiedy to na most wjechało 48 ciężarówek z piaskiem, każda o wadze 43 ton. Techniczne oddanie mostu nastąpiło 27 sierpnia 2008 roku. 13 września 2008 roku miało miejsce uroczyste otwarcie mostu dla pieszych, rowerzystów i biegaczy. Z kolei dla ruchu samochodowego most otwarto 30 września. 

## Nazewnictwo
Ministerstwo Gospodarki i Transportu ogłosiło internetowe głosowanie, które miało wyłonić nazwę dla mostu. Duże szanse na objęcie patronatu miał Chuck Norris oraz amerykański komik Stephen Colbert. Jednak według ustawy patronem mostu mogła zostać tylko osoba narodowości węgierskiej lub która już nie żyje. Ostatecznie ministerstwo nie wybrało nikogo z proponowanych w plebiscycie osób. Zdecydowano się na propozycję jednego z głosujących internautów, aby powołać się na nazwę geograficzną. Most łączy bowiem osiedle Káposztásmegyer z osiedlem Békásmegyer. 

## Komunikacja na moście
- Autobusy dalekobieżne zyskały nowy przystanek przy stacji metra Újpest-Városkapu.
- Na moście kursuje autobus miejski 204. Trasa przejazdu: Békásmegyer – przystanek HÉV – Megyeri híd – Váci út – Árpád út – Újpest-Központ – Rákospalota – Kossuth utca.
- Most pozwolił także w pewnym stopniu odciążyć stolicę od ciężarówek i samochodów osobowych jadących od Szentendre, które mogą teraz wjechać na dowolną autostradę bez wjeżdżania do centrum miasta.